# The Nude Bomb
The Nude Bomb (br.: A bomba que desnuda / pt.: A bomba nua), também conhecido em inglês como The Return of Maxwell Smart (renomeado assim em 1982 para a televisão americana) e Maxwell Smart and the Nude Bomb, é um filme de comédia estadunidense de 1980, dirigido por Clive Donner. Foi baseado na série de TV Get Smart  e traz Don Adams repetindo seu papel de Maxwell Smart, o Agente 86. Além de Adams, apenas Robert Karvelas que volta ao papel de Larrabee, pertencentes ao elenco da série, reaparecem. Barbara Feldon e Edward Platt (falecido em 1974) não estão no filme. A agência de Smart que na série se chamava CONTROL ou CONTROLE, foi renomeada no filme para PITS - Provisional Intelligence Tactical Service. No elenco, os astros internacionais Vittorio Gassman e Sylvia Kristel e a participação de veterana estrela Rhonda Fleming. O filme desapontou nas bilheterias e apenas uma década depois haveria um novo retorno a série, com o lançamento em 1989 de Get Smart, Again!, filme de TV da ABC.

## Elenco

### PITS
- Maxwell Smart, o Agente 86...Don Adams
- O Chefe...Dana Elcar
- Larabee...Robert Karvelas
- Carruthers...Norman Lloyd
- Agent 36...Pamela Hensley
- Dr. Jerry Krovney...Gary Imhoff
- Dr. Pam Krovney...Sarah Rush
- Agent 22...Andrea Howard
- Agent 13...Joey Forman
- Agent 34...Sylvia Kristel
- Harrington...Robert Ball

### KAOS
- Norman Saint Sauvage - Vittorio Gassman
- Nino Salvatori Sebastiani - Vittorio Gassman
- Madame Rose

### Nações Unidas
- Embaixador americano...Walter Brooke
- Delegado Francês...Patrick Gorman
- Delegado jamaicano...Earl Maynard
- Delegado russo...Alex Rodine
- Delegado alemão...Richard Sanders
- Delegado italiano...Vito Scotti
- Delegado inglês...Byron Webster
- Delegado polonês;;;Ross Evans
- Nigerian Delegate - Lawrie Osag
- Philippine Delegate - Ferdinand Marcos

### Outros
- Jonathon Levinson Seigle - Bill Dana
- Dolly Francine Winston
- Edith Von Secondberg...Rhonda Fleming
- Presidente americano...Thomas Hill
- Senhoria...Ceil Cabot
- Médico...David Adnopoz

## Sinopse
O Agente Maxwell Smart está em missão quando é chamado de volta pelo seus superiores para deter a ameaça da KAOS, que chantageia o mundo com uma nova arma, uma bomba que irá desintegrar todos os tecidos existentes, deixando as pessoas sem poderem se vestir. Smart é apresentado pelo Chefe a uma força-tarefa que inclui seu antigo camarada Larrabee, a eficiente Agente 22, o inventor Carruthers, a sensual Agente 36 e a dupla de gênios da tecnologia, Pam e Jerry Krovney. O Agente 13, mestre em se disfarçar de lugares inusitados como armários e compartimentos também se junta à equipe por insistência de Smart. A KAOS segue todos os passos de Smart e ele desconfia que algum membro de sua equipe seja um agente duplo.